# Mouloum
Mouloum est une localité du Cameroun située dans l'arrondissement de Ndoukoula, le département du Diamaré et la région de l’Extrême-Nord. Elle fait partie du canton de Ndoukoula.

## Population
En 1975, Mouloum comptait 298 habitants, des Peuls.
Le recensement de 2005 a distingué deux villages. On a dénombré 780 personnes à Mouloum Foulbé et 237 à Mouloum Guiziga.